# 勝見地映子
勝見 地映子（かつみ ちえこ、1952年5月 - ）は、日本の博士。真珠食研究家。美容クリエイター、コスメクリエイター。化粧品・サプリメントの原料、製造販売を行う株式会社銀座・トマト、代表取締役社長。健康食品「コラーゲン」ブームのパイオニアとして知られる。
国産アコヤ貝真珠粉末を食する真珠食研究家としてフランスで真珠食の普及と啓蒙を行うなど、日仏文化交流の功績により、フランスのモンマルトル共和国名誉市民賞を受賞している。この賞を受けた日本人は画家の岡本太郎氏ら男性3人で、女性としては初めての受賞者。夫は近藤昌平。

## 活動実績
自ら美容原料を研究開発する博士。美容研究家。
医家に嫁ぎ、自身が産婦人科の理事長を務めたことをきっかけに、産後の女性の肌・爪・髪から艶がなくなっていることに気づく。産後の心身のケアを通じ「お母さんの輝きを取り戻したい」と保湿成分であるコラーゲンに着目。
出身地である福島県で、いわき市の漁業組合長を務めていた父の力を借り、コラーゲンの存在は知られていなかったが古くから地元では、「ふかひれの煮汁を結婚前のお嫁さんが飲んだり、年配の方が腰痛のために飲んでいた」という話から、製品化を成功させるに至る。
QVCのテレビショッピングでの販売開始とともに一気に全国に知れ渡り、「中華屋さんから『ふかひれにコラーゲンがあるのか』と問い合わせの電話がたくさん」かかってきたという。
ブームはアジア各所に広がり、2018、2019年と連続で韓国で「ふかひれコラーゲン」が健康機能食品部門でナンバーワンに選ばれる。これは外国製品として珍しい。現在は韓国の美容学会における唯一の外国人として顧問を務めている。
また、同氏は早くからプラセンタ（胎座）の健康、美容効果を実感していたが、もともと産婦人科で仕事をしており、胎盤を手に取る機会もあって動物性のものに抵抗があった。そこで、「同じ胎盤を摂るならば植物で摂りたい」と考え、50年にわたり植物のプラセンタを研究していたベルリン大学名誉教授と連携。日本でも植物プラセンタを販売できるようになった。
その後、女性が好きなバラからプラセンタを取り出せないか、と研究を進め、抽出に成功。特許を取得。
勝見氏が考案したふかひれコラーゲンにパール成分の入った「ふかひれコラーゲンパール」は、「病気を治すために真珠をすり潰して食べる」という、ヨーロッパの王族に伝わる真珠食の長い歴史を持つヨーロッパで特に評価され、フランス・モントマルトル共和国の名誉市民章を受賞。

## 人物・経歴
- 1952年 福島県いわき市生まれ。
- 1993年 トマトレディースクリニック開業、理事長に就任。
- 2000年
  - 10月、株式会社銀座トマト設立。
  - 株式会社銀座・トマト設立、代表取締役社長に就任。「ふかひれコラーゲン」製造販売開始。
- 2004年 株式会社クレオパトラ設立。
- 2006年
  - 世界初、植物プラセンタ発売開始。
  - 6月、フランス・モンマルトル共和国の名誉市民賞を受賞。
  - モナコモンテカルログランコルドンドール名誉会員章。
  - フランス・サンバキュース協会名誉シュバリエ銀賞。
  - ヴェルスールマンヌ市民特別名誉大栄誉賞受賞[4]。
- 2009年
  - 4月、明治大学大学院入学。
- 2011年3月
  - 明治大学大学院修了。還暦の修了生は明治大学大学院では女性の最高記録。
  - 4月、韓国仁川に研究所と工場を設立。
- 2015年5月
  - フランスサンヴァキュースシュバリエ金賞受賞。
  - フランスアンクラジュマンピュビリック章受賞。
- 2016年
  - 聖マウリッツィオ・ラザロ勲章受勲。同時受勲者はノーベル賞受賞者中村修二氏。
  - 8月 農林水産省長寿食品開発プラットフォーム認定。
  - 日本保健医療学会理事就任。
  - 日本医療福祉学会評議員就任。
  - 日本保健医療学会にてバラプラセンタに関する論文を発表。
  - 11月アメリカ、カルフォルニアにGINZA TOMATO USA設立。
- 2017年
  - 日本保健医療学会にて植物幹細胞を学会発表。[要出典]
  - 10月、韓国化粧品美容学会表彰。
- 2018年2月
  - 韓国、ソウルにGINZA TOMATO KOREA設立。
  - 10月、韓国消費者満足ブランド大賞1位受賞。
- 2019年
  - 3月 生物資源学博士号取得[要出典]
  - 9月 日本脂質栄養学会にてバラプラセンタを発表。
  - 9月 日本保健医療学会にて鹿プラセンタを発表。
  - 10月 中央日報美容部門優秀ブランド大賞1位受賞。
  - 11月 日本臨床医学情報系連合学会、総合医療カウンセラー就任

## 著書
- 『人とお金に愛されつづける淑女のルール』（かんき出版、2014.5)

## 論文
- 勝見地映子「植物由来バラプラセンタエキスの開発と有用性 (特集 化粧品の新素材と新技術の動向(2))」『フレグランスジャーナル : 香粧品科学研究開発専門誌』第45巻第4号、フレグランスジャーナル社、2017年4月、35-38頁、ISSN 0288-9803、NAID 40021191335。
- 勝見地映子「国産野生種サクラプラセンタエキスとツバキカルスエキスの開発 (日本産原料の化粧品開発)」『フレグランスジャーナル : 香粧品科学研究開発専門誌』第47巻第7号、フレグランスジャーナル社、2019年7月、65-69頁、ISSN 0288-9803、NAID 40021973417。